# レイジ・オブ・ザ・ドラゴンズ
レイジ・オブ・ザ・ドラゴンズ（英語: RAGE OF THE DRAGONS）は、2002年にエヴォガエンターテイメントがアーケード筐体：Multi Video System (MVS) 用に制作した2D対戦型格闘ゲームである。開発はエヴォガエンターテイメントからの許諾を受けたノイズファクトリーが、販売はサンアミューズメントがそれぞれ担当した。

## 概要

### 発売に至るまでの経緯
SNK（旧社）が倒産した後、SNKの知的財産権を取得したプレイモアが、アーケード版のネオジオ格闘ゲームに初めて関わった作品。そして、プレイモアにネオジオの版権が移行された後の、最初の他社からのネオジオ格闘ゲームでもある。

### ゲーム内容
対戦形式はタッグバトル。タッグを組んでいるキャラクター2名がK.O.されるまでプレイが続く。控えに回っているキャラクターは体力ゲージがわずかずつだが回復する。
パートナーチェンジ
タッグゲージが最大の時、控えのキャラクターと交代することができる（どちらか一方がK.O.されている場合はできない）。交代時は、控えていたキャラクターがダッシュしながら登場し、攻撃を行う。控えキャラクターが存在している時に、使用中のキャラクターがK.O.された場合は自動的に控えキャラクターが登場する。
デュプレックス
タッグゲージが最大の時、パワーゲージを消費して控えのキャラクターと協力攻撃を行える。使用中のキャラクターが前方に突進し、突進が相手にヒットすると相手に連続攻撃を浴びせ、その後、控えのキャラクターが出てくる。この時、追加入力を行う事で協力攻撃が発動する。
サレンダー
使用中のキャラクターの体力を控えのキャラクターへと譲渡する。使用中のキャラクターはK.O.扱いとなるが、パワーゲージとその上限が2ゲージ分増加する。
コンビネーション攻撃
やや出の遅い攻撃。ヒットすると、パワーゲージの上にコマンドが表示され、その表示どおりにコマンド入力を行うと連続して技がヒットする。
壁
ステージの両端に壁が存在する。壁にダウン状態の相手を当てると、やられ判定を残した状態で跳ね返り、追撃が可能となる。2回目の激突で壁は破壊され、ステージがやや広くなる。広くなった後の画面端の壁は壊すことができない。

### 移植版
ネオジオ（AES）版 （プレイモア、2002年9月26日発売）
アーケード基板：MVSと同一規格のマシンへの移植。そのまま移植されたものなので大まかな点に違いはないが、家庭用版ということでプラクティスモードの追加等が行われている。ただし、本作のプラクティスは動かない木偶相手への練習ではなく対戦相手を指定し、指定したCPUキャラと自由に戦えるモードとしての実装となっている。
Steam(QUByte Interactive)
オンライン対戦機能を搭載した『Rage of the Dragons NEO』が販売予定となっている。

## 登場キャラクター
登場キャラクターのうち3人に、『ダブルドラゴン』のキャラクターの名前が一部使われている。また、一部キャラクターの（）内は本名を示す。

プレイヤーセレクト上のカーソルはそれぞれ、1Pがビリー、2Pがジミー、となっている。
- ジミー （ジェームス・ルイス）
- ビリー （ウィリアム・ルイス）
- リン・ベーカー
- ソニア・ロマネンコ
- アニー・ムラカミ（村上アニー）
- ラデル
- ペペ （ホセ・ロドリゲス）
- プパ・サルゲイロ
- カン・ジャエモ
- Mr.ジョーンズ （ジョーンズ・ディモン、海外版ではジョニー・ジョーンズ）
- オニ（海外版ではオニ・イノムラ（伊野村オニ））
- カサンドラ（海外版ではカサンドラ・ムラタ（村田カサンドラ））
- エリアス・パトリック
- アリス・キャロル
- アブボ・ラオ 〔中ボス・隠しキャラクター〕
- ヨハン 〔最終ボス・CPU専用キャラクター〕

## 小ネタ
本作のキャラクターである、ジミー、リン、Mr.ジョーンズ、エリアスの4人は、ノイズファクトリーの開発であるネオジオ格闘ゲーム『新・豪血寺一族 闘婚 ～Matrimelee～』に隠しキャラクターとして登場する。エンディングは4人とも同じである。
キャラクターデザインは開発スタッフが当人の同人誌をそろえるほどのファンであったことが理由でオファーを決定したそうである。アーケードゲームの世界では珍しく、デザイナー本人による当ゲームをネタにした同人誌の発行もすんなりOKが出たとされている。